# 393 Dywizja Piechoty (III Rzesza)
393 Dywizja Piechoty (niem. 393. Infanterie-Division) – niemiecka dywizja z czasów II wojny światowej, sformowana w rejonie Warszawy na mocy rozkazu z 10 marca 1940 roku, w 9. fali mobilizacyjnej przez VI Okręg Wojskowy.

## Struktura organizacyjna
- Struktura organizacyjna w marcu 1940 roku:

659., 660. i 661. pułk piechoty, 393. bateria artylerii, 393. szwadron rozpoznawczy, 393. kompania łączności; 

## Dowódcy dywizji
- Generalleutnant Theodor Freiherr von Wrede 10 III 1940 – 7 V 1940;
- Generalleutnant Karl von Oven 7 V 1940 – IX 1940;

## Szlak bojowy
Dywizja pełniła służbę okupacyjną w rejonie Warszawy. Pod koniec lipca 1940 roku została zluzowana i przetransportowana do Niemiec. Po zakończeniu kampanii na zachodzie, rozwiązana rozkazem z dnia 1 sierpnia 1940 roku.